# Liste der Naturdenkmale in Horgenzell
| Naturdenkmale | Anzahl |
| ------------- | ------ |
| FND           | 6      |
| END           | 6      |
| Gesamt        | 12     |

Die Liste der Naturdenkmale in Horgenzell nennt die verordneten Naturdenkmale (ND) der im baden-württembergischen Landkreis Ravensburg liegenden Gemeinde Horgenzell. In Horgenzell gibt es insgesamt 12 als Naturdenkmal geschützte Objekte, davon 6 flächenhafte Naturdenkmale (FND) und 6 Einzelgebilde-Naturdenkmale (END).
Stand: 31. Oktober 2016.

## Einzelgebilde (END)
| Name                                      | Bild | Kennung     | Einzelheiten | Position | Fläche Hektar | Datum         |
| ----------------------------------------- | ---- | ----------- | ------------ | -------- | ------------- | ------------- |
| Fichte w. Buchmühle                       | BW   | 84360951703 | Horgenzell   | ⊙        | 0,0           | 29. Feb. 1972 |
| Sommerlinde bei Wegkreuz in Luft          | BW   | 84360953502 | Horgenzell   | ⊙        | 0,0           | 27. März 1968 |
| Sommerlinde in Wart (Hofstelle Holzwarth) | BW   | 84360953302 | Horgenzell   | ⊙        | 0,0           | 29. Feb. 1972 |
| Sommerlinde nö. Ibach                     | BW   | 84360951702 | Horgenzell   | ⊙        | 0,0           | 12. Aug. 1970 |
| Winterlinde bei der Kirche                | BW   | 84360951701 | Horgenzell   | ⊙        | 0,0           | 17. Apr. 1952 |
| Winterlinde s. Ringenhausen               | BW   | 84360951705 | Horgenzell   | ⊙        | 0,0           | 31. März 1980 |
| Legende für Naturdenkmal                  |      |             |              |          |               |               |